# Liste des maires de Coulommiers
Cet article dresse une liste par ordre de mandat des maires de Coulommiers.

## Liste des maires
| Période                                  | Période | Identité                                | Étiquette | Qualité |
| ---------------------------------------- | ------- | --------------------------------------- | --------- | --- |
| Les données manquantes sont à compléter. |         |                                         |           | |
|                                          |         | Claude Mondollot                        |           | Avocat au parlement de Paris, bailli de Coulommiers                                                          |
| Les données manquantes sont à compléter. |         |                                         |           | |
| 1750                                     |         | Jean Huvier du Mée                      |           | Avocat au parlement de Paris, bailli de Coulommiers, subdélégué de l'intendance de Paris, commissaire du roi |
| Les données manquantes sont à compléter. |         |                                         |           | |
| 1781                                     | 1785    | Michel-Maximilien Perrin de Boislaville |           | conseiller du roi, avocat au parlement de Paris, conseiller en la Cour des monnaies                          |

| Période       | Période                    | Identité                                       | Étiquette          | Qualité |
| ------------- | -------------------------- | ---------------------------------------------- | ------------------ | --- |
| 1790          | 1790                       | Martial Cordier                                |                    | Magistrat |
| 1790          | 1792                       | Pierre-Nicolas-Louis Leroy                     |                    | Juré au tribunal révolutionnaire de Paris |
| 1793          | 1795                       | Georges-Philippe-Henri Thomé                   |                    | |
| 1805          | 1815                       | Auguste-Pierre-Eugène de Goddes de Varennes    |                    | Marquis de Varennes Capitaine de dragons, major de cavalerie |
| 1815          | 1815                       | Simon-Victor Barbier                           |                    | |
| 1815          | 1826                       | François-Maximilien Perrin de Boislaville      |                    | |
| 1826          | 1830                       | Jean-Louis-André Parnot                        |                    | |
| 1830          | 1832                       | Auguste Adrien Edmond de Goddes de Varennes    |                    | Marquis Auteur dramatique, aquafortiste Conseiller d'arrondissement |
| 1832          | 1835                       | Pierre-André Degas                             |                    | |
| 1840          | 1844                       | Amédée-Étienne-Fare-Marguerite Ogier de Baulny |                    | Mousquetaire du roi Louis XVIII, officier de la Garde Royale à Versailles, capitaine de cavalerie |
| 1852          | 1864                       | François Sorelle                               |                    | Avoué Conseiller général de Coulommiers (1852 → 1864) Chevalier de la Légion d'honneur |
| 1864          | 1874                       | Alexandre Ludovic de Maussion                  |                    | |
| 1875          | 1892                       | Armand-Isidore Mie                             |                    | |
| 1892          | 1896                       | Léon Clavé-Bertrand                            | Républicain        | Conseiller général de Coulommiers (1886 → 1896) |
| 1896          | 1908                       | Paul Auguste Brodard                           | Rad.               | Libraire Conseiller général de Coulommiers (1897 → 1907) |
| 1908          | 1911                       | Étienne Léon Delsol                            |                    | |
| octobre 1911  |                            | Paul René Brodard                              |                    | |
| 1912          | 1919                       | Étienne Delsol                                 |                    | |
| 1919          | 1925                       | Ernest Dessaint                                |                    | Député de Seine-et-Marne (1928 → 1932 ) |
| 1925          | 1941                       | Pierre Mortier                                 |                    | Député de Seine-et-Marne (1932 → 1936) |
| 1941          | 1944                       | Gaston Bertier                                 |                    | Conseiller général de Coulommiers (1943 → 1945) |
| 1944          | octobre 1947               | René Arbeltier,                                | SFIO               | Médecin chef de l’hôpital de Coulommiers et chercheur, résistant Maire de Neufmoutiers-en-Brie (1935 → 1943) Conseiller général de Coulommiers (1945 → 1951) Député de Seine-et-Marne (1936 → 1942 et 1951 → 1958) Chevalier de la Légion d’honneur Croix de guerre, Médaille de la Résistance |
| octobre 1947  | 1955                       | Gaston Bertier                                 | RPF puis Rad.      | Agent d'assurances Conseiller général de Coulommiers (1951 → 1958) |
| 1955          | mars 1959                  | Pierre Magnon                                  |                    | |
| mars 1959     | mars 1971                  | Daniel Tourneur                                | SE                 | |
| mars 1971     | mars 1977                  | Bertrand Flornoy,                              | UDR puis RPR       | Explorateur et ethnologue français Député de Seine-et-Marne (1962 → 1978) Conseiller général de Coulommiers (1964 → 1976) Représentant de la France à l'Assemblée du Conseil de l'Europe (1966 → 1973)                                                                                         |
| mars 1977     | 1980                       | André Gailing                                  | PS                 | Professeur agrégé d'histoire, proviseur Membre du cabinet du ministre dé l'éducation nationale Jean-Pierre Chevènement Conseiller régional (? → 1986) |
| 1980          | mars 1983                  | Paul Letort                                    | PS                 | Cadre commercial |
| mars 1983     | juillet 1992               | Robert Elvert,                                 | DVD                | Cadre supérieur Chevalier du Mérite sportif Démissionnaire |
| juillet 1992  | mars 2008                  | Guy Drut                                       | RPR puis UMP       | Médaille d'or du 110 mètres haies aux Jeux olympiques d'été de 1976 Membre du CIO Maire-adjoint aux sports de la ville de Paris (1985 → 1989) Ministre des Sports (1995 → 1997) Député de Seine-et-Marne (1986 → 1995 et 1997 → 2007)                                                          |
| mars 2008     | juillet 2017               | Franck Riester                                 | UMP → LR puis Agir | Chef d'entreprise Député de Seine-et-Marne (5e circ.) (2007 → ) Président de la CCPC (2013 → 2017) Démissionnaire à la suite de sa réélection comme député. |
| juillet 2017, | mai 2020                   | Ginette Motot                                  | Agir               | Professeure d'anglais retraitée |
| mai 2020,     | En cours (au 17 mars 2025) | Laurence Picard                                | Agir               | Conseillère départementale de Coulommiers (2015 → 2021) Vice-présidente de la CA Coulommiers Pays de Brie (2018 → ) |